# 62 Возничего
62 Возничего (лат. 62 Aurigae, HD 51440) — одиночная звезда в созвездии Возничего на расстоянии приблизительно 559 световых лет (около 172 парсеков) от Солнца. Видимая звёздная величина звезды — +6,021m.

## Характеристики
62 Возничего — оранжевый гигант спектрального класса K2III или K2. Радиус — около 22,33 солнечных, светимость — около 166,817 солнечных. Эффективная температура — около 4389 К.